# Velîka Vovneanka, Tarașcea
Velîka Vovneanka (în ucraineană Велика Вовнянка) este o comună în raionul Tarașcea, regiunea Kiev, Ucraina, formată numai din satul de reședință.

## Demografie
Componența lingvistică a comunei Velîka Vovneanka
     Ucraineană (98,51%)
     Rusă (1,49%)
Conform recensământului din 2001, majoritatea populației comunei Velîka Vovneanka era vorbitoare de ucraineană (98,51%), existând în minoritate și vorbitori de rusă (1,49%).